# Rerum Novarum

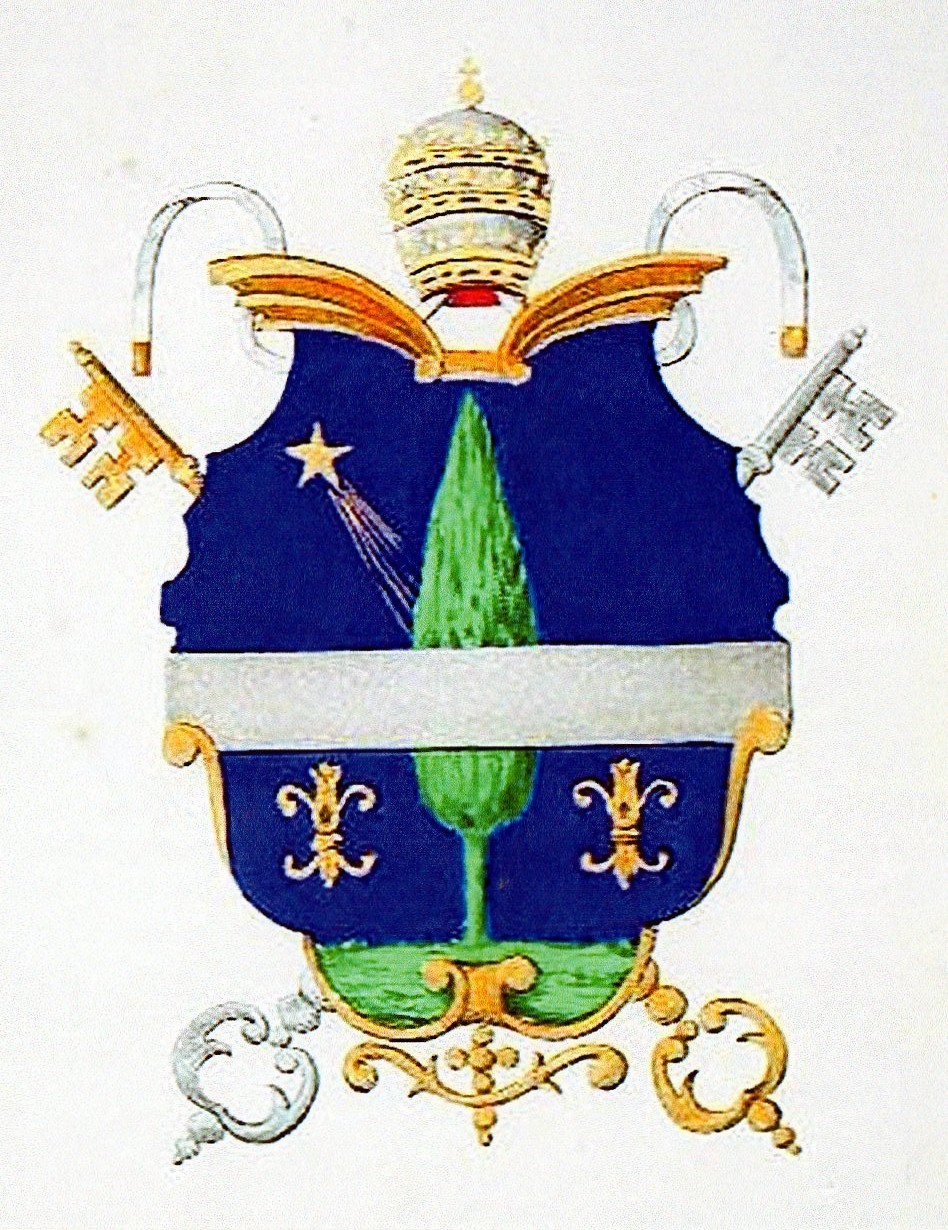
Wappen Papst Leos XIII.

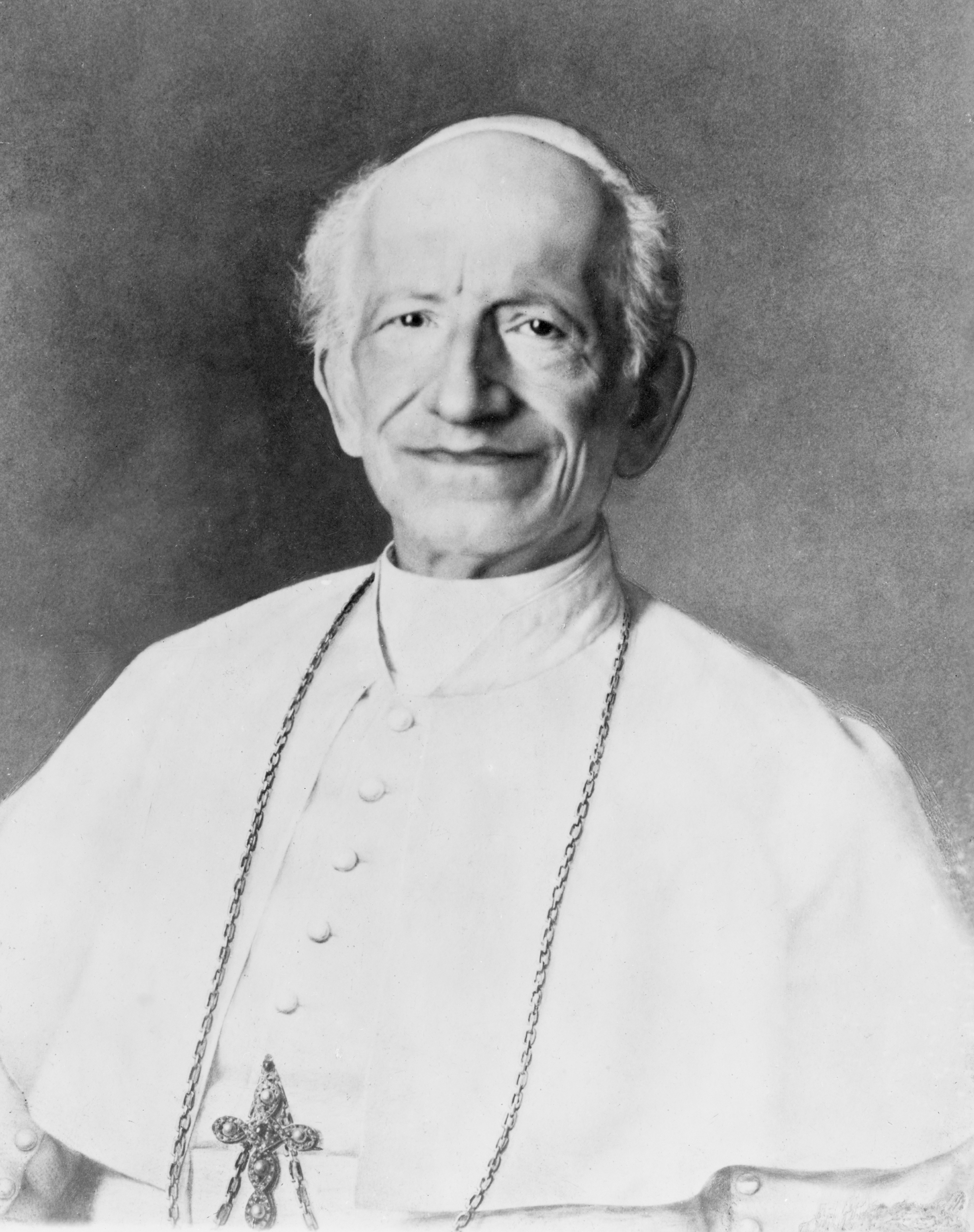
Leo XIII.

Rerum Novarum ist eine von Papst Leo XIII. verfasste Enzyklika, die am 15. Mai 1891 veröffentlicht wurde. Unter den 86 Enzykliken seiner Amtszeit (1878 bis 1903), die Leo XIII. als den „Arbeiterpapst“ in die Papstgeschichte eingehen ließen, gilt diese als epochal und als „Mutter aller Sozialenzykliken“.

## Veranlassung
Gegen Ende des 19. Jahrhunderts führten radikale Veränderungen auf politischem, wirtschaftlichem und sozialem Gebiet, besonders in Wissenschaft und Technik, zu einer Spaltung der Gesellschaft in zwei Klassen. Nach der Auflösung der Standeszünfte hatte die große Masse der Arbeiterschaft keine Macht und keinen Besitz, um sich dem unwürdigen Dasein als notleidende Arbeiterklasse entgegenzustellen, bei der die Menschenwürde und Grundrechte verloren gingen. Es gab ein hohes Maß an sozialer Ungerechtigkeit. Der Konflikt zwischen Liberalismus und Sozialismus drohte seinen Höhepunkt in einer Revolution zu finden.

## Inhalt
Leo XIII. erkannte in den „neuen Dingen“ (wörtliche Übersetzung), gemeint sind neue Verhältnisse und Entwicklungen oder, wie es in der deutschen Übersetzung heißt: „Geist der Neuerung“, eine Gefahr für Gesellschaft und Staat. Seine Enzyklika ist in zwei Hauptteile unterteilt.
Im ersten Teil argumentiert er gegen die sozialistische Theorie der damaligen Zeit als Lösung der gesellschaftlichen Missstände. Die Aufhebung des Privateigentums und die Überführung des Einzelbesitzes in die Hand der Allgemeinheit seien nicht nur rechtswidrig und wider die natürlichen Gesetze, sondern würden der Arbeiterklasse zudem selbst schaden (RN 4, 5). Seit Bestehen der Menschheit sei der Beweggrund von Arbeit, Einsatz und Fleiß der Erwerb von Eigentum, um den nötigen Lebensunterhalt zu decken.
Der Mensch habe nach geleisteter Arbeit das Recht auf Lohn und auch das Recht, über diesen frei zu verfügen. Investiert der Arbeiter einen Teil seines Lohns in Sachgüter, so seien diese Güter der Ertrag seiner Arbeit in neuer Form. Die Umwandlung von Privatgut in Gemeingut beraube die Arbeiter demnach der Erträge ihrer Arbeit und missachte den Eigentumsanspruch, der „dem Menschen von Natur zukommt“ (RN 5). Gerade dies dürfe weder bei Einzelpersonen noch bei Familien geschehen. Die Familie als Gemeinwesen sei älter als der Staat und dürfe deshalb nicht von ihm abhängig sein. Sie „besitzt […] die gleichen Rechte wie die bürgerliche Gesellschaft“ (RN 10) und müsse eigenständig bleiben.
Die von den Sozialisten geforderte Verdrängung der elterlichen Fürsorge verletze die Erfüllung der Elternpflicht und schränke die „väterliche Autorität“ (RN 11) ein. Dem Menschen würde das Recht auf Ehe und Familie entzogen. Papst Leo XIII. formulierte klar und unmissverständlich: „Die Lehre des Sozialismus […] widerspricht der naturrechtlich-christlichen Eigentumslehre, bringt Verwirrung in den Aufgabenbereich des Staates und stört die Ruhe des Gemeinwesens“ (RN 12).
Zur Lösung der Arbeiterfrage nimmt er im zweiten Hauptteil Stellung, in dem er den Anteil der Kirche, des Staates und der Arbeiterorganisationen bestimmt. Er beginnt mit der Unverzichtbarkeit der Religion und der Kirche. Sie ist für ihn zuständig, „die Ordnung der menschlichen Gesellschaft mitzugestalten“. Daher müsse ihre Lehre die Grundlage zur Lösung sein: Gleichheit unter den Menschen würde und dürfe es nie geben, Unterschiede seien naturgegeben, jedoch müssten die beiden Klassen Arbeit und Kapital in Eintracht und Frieden miteinander auskommen. Dabei haben die Angehörigen der arbeitenden Stände die Pflicht, geschlossene Verträge einzuhalten und dem Arbeitgeber mit ihrer Arbeit zu dienen.
Gewalt und Aufstand verurteilt Papst Leo XIII. scharf (RN 16). Der Arbeitgeber im Gegenzug müsse den Arbeiter würdevoll achten und dürfe ihn weder nur zur Vermehrung des Reichtums benutzen noch rein an seiner physischen Leistung messen. Schutz und Rücksicht auf Wohlergehen, Alter und Geschlecht seien erforderlich.
Ebenso müsse der Arbeiter gerecht entlohnt werden. Papst Leo XIII. bezeichnet den Verstoß gegen diese für ihn „allerwichtigste Pflicht der Arbeitgeber“ (RN 17) als „großes Verbrechen, das um Rache zum Himmel schreit“ (RN 17). Zuletzt weist er auf die Bedeutungslosigkeit der irdischen Güter für das Jenseits hin und appelliert an den Gebrauch des Reichtums im Sinne der Nächstenliebe. Eine Rückkehr zur christlichen Ordnung und die helfende Rolle der Kirche in der Armenfürsorge (z. B. Caritas) sieht er als Lösung.
Bei den Aufgaben des Staates spricht sich der Papst für eine staatliche Sozialpolitik aus. Das „freie Spiel der Kräfte“ sieht Papst Leo XIII. als gescheitert und folgert daraus, dass der Staat durch Einzelpflichten wie dem Gemeinwohl entsprechende Gesetzgebung, Schutz des Privateigentums, Unterbindung von Streik, Schutz der Menschenwürde und Sonntagsruhe, Überwachung der Arbeitsverhältnisse – besonders für Frauen und Kinder –, Lohngerechtigkeit (→ Soziale Gerechtigkeit), Schutz des Geistes der Arbeiter und Förderung von Frieden und Ordnung, seiner Funktion, nämlich „das Gemeinwohl zu hüten und zu fördern“ (RN 28), gerecht werde, ohne dabei jedoch den Ursprung in Gott und die Handlungsfreiheit des Einzelnen zu missachten.
Den Arbeitgeberverbänden räumt er eine naturgegebene und notwendige Rolle ein, die vom Staat anerkannt werden müsse, jedoch nicht über der des Staates liegen dürfe.

## Bewertung
Papst Leos XIII. Warnungen und Forderungen versuchen, einen von Liberalismus und Sozialismus unabhängigen Weg (→ Dritter Weg) zu weisen. Vor allem wurde darin die sozialistische Eigentumslehre verworfen. Die Mitwirkung des Staates zur Lösung der sozialen Probleme wird als notwendig erachtet. Diese „Magna Carta“ für die sozialen Probleme begründete die Katholische Soziallehre.
Sowohl 1931 (Quadragesimo anno von Pius XI.) als auch 1961 (Mater et magistra von Johannes XXIII.) und 1971 (Octogesima adveniens von Paul VI.) wurden am Jahrestag der Rerum Novarum Sozialenzykliken veröffentlicht.
Auch Papst Johannes Paul II. steht in dieser Tradition; er nahm den neunzigsten wie auch den hundertsten Jahrestag zum Anlass, ebenfalls Sozialenzykliken zu veröffentlichen – Laborem exercens (1981) und Centesimus Annus (1991).